# Clearview AI
Clearview AI ist ein US-amerikanisches Start-up, das sich mit Hilfe sehr großer Bilddatenmengen und von maschinellem Lernen auf die Gesichtserkennung mit Computersystemen spezialisiert hat. Es ist im Handelsregister eingetragen und hat seinen Sitz in New York City. Die Abkürzung „AI“ steht für den englischsprachigen Ausdruck für Künstliche Intelligenz („Artificial Intelligence“).
Das Unternehmen hatte 2020 etwa drei Milliarden Porträtfotos von Personen aus Quellen im Internet wie zum Beispiel Facebook oder YouTube durch Screen Scraping gesammelt. Im Jahr 2022 besteht die Datenbasis nach Firmenangaben aus über 20 Milliarden Fotos.
Um 2024 bemühte sich Clearview AI um den Erwerb von 690 Millionen Festnahmeberichten sowie 390 Millionen Mugshots aus allen US-Bundesstaaten, scheiterte jedoch.
Die von Clearview AI durchgeführten Bildanalysen wurden im Jahre 2020 ca. 600 Kunden, zumeist Strafverfolgungsbehörden in den USA, zur Verfügung gestellt; hauptsächlich um Personen zu identifizieren, die Straftaten begangen haben. Auch in Belgien, Frankreich, Irland, Italien, den Niederlanden, Spanien, Schweden und der Schweiz kommt die Software zum Einsatz. Weltweit haben mehr als 200 Unternehmen und Organisationen Lizenzen von Clearview gekauft oder die Software kostenlos ausprobiert.
Der Investor Peter Thiel hat das Projekt 2017 finanziell unterstützt.

## Technologie
Clearview AI gibt an, dass seine Technologie nicht für die Öffentlichkeit bestimmt ist und nur von Strafverfolgungsbehörden genutzt werden kann. Die Demonstrationsbeispiele ermutigen die Nutzenden jedoch, nach Familienangehörigen, Bekannten oder Prominenten zu suchen. Clearview AI gab ferner an, auch auf private Sicherheitsfirmen abzuzielen. Clearview plante die Expansion in viele Länder, darunter Brasilien, Kolumbien und Nigeria sowie in Staaten, die BuzzFeed als „autoritäre Regimes“ bezeichnet, wie Vereinigte Arabische Emirate, Katar und Singapur, sowie die der europäischen Datenschutz-Grundverordnung unterliegenden Länder wie Italien, Griechenland und Niederlande.
Obwohl die Anwendungssoftware von Clearview AI nur für Kunden privat zugänglich sein soll, fand Gizmodo das Android-Programmpaket in einem ungesicherten Bereich von Amazon S3. Neben der Datenverkehrsanalyse durch entsprechende Anwendungen (Google Analytics, Crashlytics) enthält es Verweise auf Google-Play-Dienste (Firebase oder AppMeasurement), fordert genaue Standortdaten der Hardware an und scheint Funktionen für die Spracherkennung, die Freigabe kostenloser Demonstrationskontos für andere Nutzer, die Integration erweiterter Realität mit Vuzix, das Versenden von Bildergalerien und die Aufnahme von Fotos zu enthalten. Es gab auch Hinweise auf das Scannen von Strichcodes auf einem Führerschein und den Zugriff auf Datenbrillen.
TechCrunch fand die Anwendung in einem ungesicherten Bereich von Amazon S3 ebenfalls für Apple iOS-Geräte. Die Anweisungen zeigten, wie ein digitales Zertifikat geladen werden kann, damit die App installiert werden kann, ohne im App Store veröffentlicht zu werden. Der Zugang von Clearview AI wurde gesperrt, da dies gegen die Allgemeinen Geschäftsbedingungen von Apple für Entwickler verstieß. Dadurch sei die App effektiv deaktiviert.
Buzzfeed fand heraus, dass Clearview AI mit Insight Camera ein weiteres Unternehmen betreibt, das Überwachungskameras anbietet, die mit Verfahren der künstlichen Intelligenz ausgestattet sind. Diese Geräte sollen im Einzelhandel, in Banken und für Wohngebäude eingesetzt werden.

## Kritik
Der US-amerikanische Senator Ron Wyden forderte, dass die Bürger der Vereinigten Staaten wissen müssen, wenn ihre Bilddaten für die Gesichtserkennung des Unternehmens eingesetzt werden.
In den USA haben eine Feuerversicherung und mehrere Einzelpersonen insgesamt sieben Klagen gegen die Praktiken des Unternehmens angestrengt. Die amerikanische Bürgerrechtsunion ACLU hat im Mai 2020 vor einem US-Bundesgericht Klage gegen Clearview AI wegen Überschreitung ethischer Grenzen erhoben.
Laut Clearview AI dürfen nur autorisierte Behörden die Software verwenden. Allerdings nutzen behördliche Kunden die App nicht nur für berufliche, sondern auch für private Zwecke, beispielsweise um die Funktionen bei Dates oder Partys zu zeigen. Zudem dürfen exklusive Unternehmer die App zu Testzwecken oder aus privaten Gründen nutzen.
Nach Auffassung des Hamburgischen Datenschutzbeauftragten Johannes Caspar verstößt Clearview AI gegen europäisches Recht. Er stellt fest, dass die DSGVO anwendbar sei, obwohl Clearview AI keine europäische Niederlassung hat und bemängelt, dass es keine ausreichende Rechtsgrundlage für die Verarbeitung der biometrischen Daten gebe. Der Datenschutzbeauftragte hatte im März 2020 die Kundenliste von Clearview AI angefordert, da auch für diese datenschutzrechtliche Pflichten gelten würden. Im Januar 2021 ordnete Caspars Behörde die Löschung der biometrischen Daten eines Betroffenen an. Der Datenschutzorganisation NOYB geht diese Anordnung nicht weit genug.
Auch der Datenschutzbeauftragte von Kanada, Daniel Therrien, verurteilte das Geschäftsmodell von Clearview AI und bezeichnet es als Massenüberwachung und illegal. Nach einer gemeinsamen Untersuchung mit den kanadischen Behörden hat der britische Informationsbeauftragte im Mai 2022 eine Strafzahlung von gut 7,5 Millionen britischen Pfund angeordnet, weil Bilder von britischen Bürgern ohne deren Wissen im Internet gesammelt wurden, um eine biometrische Datenbank für die Erkennung von Gesichtern zu füttern. Gleichzeitig wurde angeordnet, diese Praxis zu beenden und alle bereits gespeicherten Daten zu löschen.
Nachdem sich Clearview AI geweigert hatte, Fotos französischer Bürger aus ihrer Gesichtsdatenbank zu entfernen verhängte die oberste Datenschutzbehörde CNL (Commission Nationale de l’Informatique et des Libertés) am 20. Oktober 2022 eine Strafe über 20 Millionen Euro über das Unternehmen.
Im September 2024 wurde das Unternehmen in den Niederlanden wegen der Erstellung einer illegalen Biometrie-Datenbank zu 30,5 Millionen Euro Strafe verurteilt.

## Verbreitung und Reichweite
Laut einer Recherche der New York Times vom Januar 2020 gelingt es mithilfe der Software von Clearview, die auf eine Datenbank von drei Milliarden Fotos zugreift, Menschen durch deren Gesichtsmerkmale innerhalb weniger Sekunden zu erkennen.
Entgegen früherer Behauptungen von Clearview wurden nach Presserecherchen vom Februar 2020 die Datenbanken des Unternehmens auch bedeutenden amerikanischen Handelsketten gegen Bezahlung zugänglich gemacht. Diese suchen damit nach eigenen Aussagen nach bekannten Ladendieben und Betrügern.
In Europa gehörten verschiedene Sicherheitsbehörden zu den Nutzern von Clearview. Anhand geleakter Kundenlisten wurden Anfang Februar 2020 Sicherheitsbehörden in  Belgien, Dänemark, Finnland, Frankreich, Irland, Italien, Lettland, Litauen, den Niederlanden, Norwegen, Portugal, Serbien, Slowenien, Spanien, Schweden, Schweiz und die des Vereinigten Königreichs als Clearview AI Nutzer identifiziert.
Die Polizeibehörde Interpol war in den Unterlagen mit über 320 Suchanfragen gespeichert. Dennoch besteht keine Geschäftsbeziehung zwischen Interpol und Clearview AI, stattdessen wurde ein kostenloser 30-Tage-Probeaccount verwendet.
Im Mai 2020 verkündete Clearview AI, dass die App nur noch für Sicherheitsbehörden verfügbar ist und alle anderen Verträge, etwa Banken und Schulen, die auf der Kundenliste standen, aufgelöst werden. Außerdem werden alle Verträge in Illinois gekündigt und keine Fotos oder Daten mehr verwendet von Websites, die im Zusammenhang mit Illinois oder Chicago stehen.
Ende März 2022 gab der Vizepremierminister Mykhailo Fedorow der Ukraine bekannt, dass sie die Gesichtserkennungssoftware einsetzt, um die Leichen gefallener russischer Soldaten zu identifizieren und ihre Familien ausfindig zu machen. Man mache Aufnahmen von den Toten und lasse die Bilder durch verschiedene soziale Netzwerke, Plattformen sowie Medien laufen. Auf diesem Weg lasse sich herausfinden, wer die Toten seien und woher sie kämen. So könne man die Hinterbliebenen auf eigens eingerichteten Social-Media-Kanälen über das Schicksal ihrer im Krieg gefallenen Angehörigen verständigen.